# Спалах інфекційної хвороби
Спа́лах інфекці́йної хворо́би (англ. Disease outbreaks; або часто просто спалах хвороби) — декілька захворювань на інфекційну хворобу, пов'язаних між собою спільним джерелом інфекції та (або) механізмом та шляхи (фактори) передачі інфекції; або раптове підвищення захворюваності на якусь певну хворобу (не обов'язково інфекційну).
Згідно з трактуванням цього поняття ВООЗ спалах захворювання — це збільшення випадків захворювання понад того, що є очікуваним для певної спільноти, географічного району чи кліматичного сезону. Спалах може відбутися в обмеженому географічному районі або може поширюватися на декілька країн. Спалах може тривати протягом декількох днів або тижнів, або протягом декількох років.
Одиничний випадок інфекційного захворювання, яке тривало було відсутнє у популяції, або випадок такої хвороби, яку спричинив збудник, що до цього не виявляли у цій спільноті чи районі, або поява взагалі раніше невідомого захворювання, також може являти собою спалах і про це треба повідомляти до керівних медичних органів.
Цей термін у нас часто ототожнюють з епідемією. У країнах розвиненої медицини у спеціальній літературі використовують поняття «спалах» замість епідемії. 